# Curimopsis klapperichi
Curimopsis klapperichi là một loài bọ cánh cứng trong họ Byrrhidae. Loài này được Puetz miêu tả khoa học năm 2000.